# 巴布亚落檐
巴布亚落檐（学名：Schismatoglottis novo-guineensis）为天南星科落檐属的植物。其种加词“novo-guineensis”意为“巴布亚新几内亚的”。分布在巴布亚、台湾等地，目前已由人工引种栽培。